# Antoni Martí

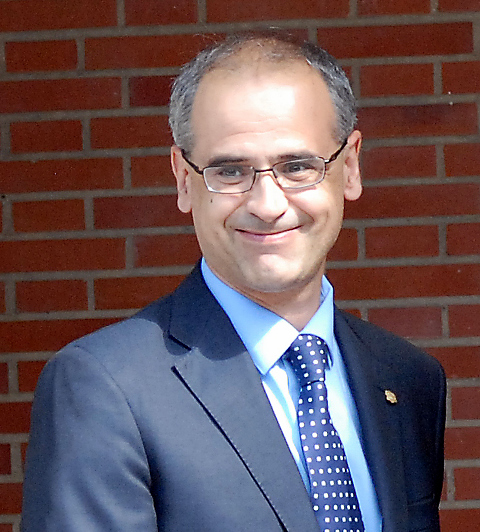
Antoni Martí (2011).

Antoni Martí (Escaldes-Engordany, 30 juli 1963 – aldaar, 6 november 2023) was een Andorrees architect en politicus. Van 11 mei 2011 tot 16 mei 2019 was hij minister-president van Andorra. Martí was lid van de Democraten voor Andorra, die de Andorrese parlementsverkiezingen 2011 wonnen met een absolute meerderheid. Martí werd vervolgens de opvolger van Jaume Bartumeu.
Na twee termijnen als regeringsleider mocht Martí zich bij de verkiezingen van 2019 niet opnieuw verkiesbaar stellen. Hij werd opgevolgd door zijn partijgenoot Xavier Espot Zamora.
Martí overleed op 60-jarige leeftijd aan een hartstilstand.
Òscar Ribas Reig (1e) · Josep Pintat-Solans · Òscar Ribas Reig (2e) · Marc Forné Molné · Albert Pintat · Jaume Bartumeu · Antoni Martí · Xavier Espot Zamora